# Kunst im öffentlichen Raum in Hamburg-Wandsbek
Diese Liste von Kunst im öffentlichen Raum in Hamburg-Wandsbek enthält dauerhaft aufgestellte Kunstwerke auf dem Gebiet des Stadtteils Wandsbek der Freien und Hansestadt Hamburg, die sich im öffentlichen Raum befinden und von anerkannten Künstlern und Künstlerinnen geschaffen wurden. Viele dieser Kunstwerke sind durch das Programm Kunst am Bau (und dessen Folgeprogramme) gefördert oder mit öffentlichen Geldern angekauft worden, dies ist aber keine Voraussetzung für die Aufnahme. Ebenso mögen einige dieser Kunstwerke als Kulturdenkmal geschützt sein, aber auch das ist keine Voraussetzung für die Aufnahme in diese Liste.
Bauschmuck ist im Normalfall im Artikel über das Bauwerk darzustellen, und gehört nicht in diese Liste. Streetart kann Aufnahme in die Liste finden, wenn es zu dem konkreten Kunstwerk eine ausführliche Rezeption in der Kunstwissenschaft gibt und ein enzyklopädischer Artikel über die Streetart-Künstler oder -Künstlerin existiert oder vorstellbar wäre. Denkmäler, die an eine Person oder ein Ereignis erinnern, können in die Liste aufgenommen werden, wenn sie ob ihrer zumeist plastischen Gestaltung als Kunstwerk gelten können. Bei reinen Gedenktafeln ist das normalerweise nicht der Fall.
Basis der Zusammenstellung sind Datensätze der Hamburger Kulturbehörde von 2012 und 2018, eine Veröffentlichung der SAGA GWG von 2008, und verschiedene Veröffentlichungen von Kunsthistorikern zum Thema. Eine abschließende Liste von Literatur kann es nicht geben, jedoch ist für jeden Eintrag in die Liste ein konkreter Verweis auf eine amtliche Liste oder anerkannte Sekundärliteratur erforderlich.
Gestohlene oder zerstörte Kunstwerke, die ehemals in Hamburg-Wandsbek aufgestellt waren, sind in einer separaten Liste aufgeführt.

## Legende
- Lage: Nennt die nächstgelegene Straße und, wenn vorhanden und sinnvoll, das nächstgelegene Bauwerk (mit Hausnummer) oder das umgebende Gebiet (z. B. einen Park) und gibt nötigenfalls Hinweise zur genauen Lage. Darunter werden - wenn vorhanden - auch die Geo-Koordinaten und das Wikidata-Logo als Verweis auf das Wikidata-Objekt angegeben. Die Spalte ist nach der Adresse sortierbar.
- Künstler/in: Name des Künstlers oder der Künstlerin, die das Kunstwerk geschaffen haben, verlinkt mit dem Wikipedia-Artikel zur Person. Die Spalte ist nach dem Nachnamen sortierbar.
- Beschreibung: Kurzbeschreibung des Werks, immer zuerst: Werktitel (kursiv), dann möglichst Material, Stil, Größe, Dargestelltes, Art der Förderung
- Jahr: Jahr der Fertigstellung des Kunstwerkes, wenn unbekannt dann das Jahr der Aufstellung. Hier kann nur ein einziges Jahr angegeben werden, kein Zeitraum. Weitere zeitliche Details zur Schaffung des Kunstwerkes (von–bis) können in der Beschreibung angegeben werden.
- Quelle: Kulturbehörde, SAGA, Literatur, jeweils mit Fußnote. Diese Angabe ist für eine Aufnahme in die Liste verpflichtend.
- Bild: Bild des Kunstwerks, mit Link auf Commons-Kategorie wenn vorhanden

Hinweis: Die Grundsortierung der Liste erfolgt nach der Adresse. Die Liste ist alternativ nach Künstler, Werktitel, Datierung oder Quelle sortierbar.

## Liste
| Lage                                                                                       | Künstler                        | Beschreibung | Jahr    | Quelle                 | Bild |  |
| ------------------------------------------------------------------------------------------ | ------------------------------- | --- | ------- | ---------------------- | --- |  |
| Am Neumarkt 40 Post, Windfang Schalterhalle (Lage)                                         | Claus Wallner                   | Glasbetonfenster Post | 1971    | Kulturbehörde          | Bild gesucht Die Wikipedia wünscht sich an dieser Stelle ein Bild vom Ort mit diesen Koordinaten 53.5747 10.09285 . Motiv: Am Neumarkt 40 Falls du dabei helfen möchtest, erklärt die Anleitung , wie das geht. BW        |  |
| Bandwirkerstraße 56 Schule Bandwirkerstraße, Treppenhaus des Kreuzbaus (Lage)              | Diether Kressel                 | Orpheus zähmt die wilden Tiere Zweiteiliges Wandbild, Ankauf im Programm „Kunst am Bau“ | 1958/59 | Kulturbehörde          | Bild gesucht Die Wikipedia wünscht sich an dieser Stelle ein Bild vom Ort mit diesen Koordinaten 53.57603 10.06641 . Motiv: Bandwirkerstraße 56 Falls du dabei helfen möchtest, erklärt die Anleitung , wie das geht. BW  |  |
| Bovestraße 10 Schule Bovestraße, Eingangsbereich (Lage)                                    | Ruth Godbersen                  | Lesendes Mädchen Ankauf im Programm „Kunst am Bau“ | 1963    | Kulturbehörde          | Bild gesucht Die Wikipedia wünscht sich an dieser Stelle ein Bild vom Ort mit diesen Koordinaten 53.57179 10.08033 . Motiv: Bovestraße 10 Falls du dabei helfen möchtest, erklärt die Anleitung , wie das geht. BW        |  |
| Bovestraße 10 Schule Bovestraße, Grünanlage an der Straße (Lage)                           | Wulf Kirschner                  | Buchobjekt Skulptur aus Cortenstahl, die an ein aufgeschlagenes Buch erinnert. Ankauf mit privaten Spendengeldern als Ersatz für die 2013 abgebaute und nach Berlin zurück verbrachte Leihgabe Hunne zu Pferde | 2023    | Architektursommer 2023 | weitere Bilder |  |
| Eichtalpark Südwestliche Ecke des Parks (Lage)                                             | Hanno Edelmann                  | Schöne Am Ort stand ursprünglich die Skulptur „Junges Weib“ von Otto Stichling, die 2010 gestohlen wurde. 2018 wurde als Ersatz am selben Ort ein Abguss der Skulptur von Edelmann aufgestellt.                | 2018    | Kulturbehörde          | weitere Bilder |  |
| Eichtalpark Zwischen Liegewiese und Wandse (Lage)                                          | Arthur Boltze und Martin Boltze | Welle Stahlskulptur, Leihgabe des Künstlers, temporäre Aufstellung durch Bezirksamt | 1995    | Kulturbehörde          | weitere Bilder |  |
| Eichtalpark Westlich der Kedenburgstraße (Lage)                                            | Arthur Boltze und Martin Boltze | Wegweiser Stahlskulptur, Leihgabe des Künstlers | 1995    | Kulturbehörde          | weitere Bilder |  |
| Eulenkamp 46 Berufliche Medienschule Hamburg, Pausenhalle (Lage)                           | Tom Hops                        | Seezeichen Ankauf im Programm „Kunst am Bau“ | 1958    | Kulturbehörde          | Bild gesucht Die Wikipedia wünscht sich an dieser Stelle ein Bild vom Ort mit diesen Koordinaten 53.58084 10.0717 . Motiv: Eulenkamp 46 Falls du dabei helfen möchtest, erklärt die Anleitung , wie das geht. BW          |  |
| Eulenkamp 46 Berufliche Medienschule Hamburg, Garten hinter Gebäuden, bei Zierteich (Lage) | Hans Martin Ruwoldt             | unbekannt Bronzeplastik einer Raubkatze, voriger Standort (?) |         |                        | weitere Bilder |  |
| Eulenkamp 46 Berufliche Medienschule Hamburg, Garten hinter Gebäuden, bei Zierteich (Lage) | Fritz Fleer                     | Felice Knabenfigur, Ankauf im Programm „Kunst am Bau“. Bronzeplastik eines sitzenden Knaben | 1958    | Kulturbehörde          | weitere Bilder |  |
| Eydtkuhnenweg 14 a-d Grünanlage zwischen Wohnblöcken, vor Aufgang 14 d (Lage)              | Gerhard Brandes                 | Im Gleichgewicht Bronzeplastik eines weiblichen Aktes, die Pose der Figur ähnelt der Yoga-Übung Vrikshasana. Ankauf durch Baugenossenschaft Dennerstraße-Selbsthilfe eG (BDS).                                 | 2010    | Kunst@SH               | weitere Bilder |  |
| Eydtkuhnenweg 16 a-d Grünanlage zwischen Wohnblöcken, vor Aufgang 16 d (Lage)              | Hans-Werner Könecke             | Ziegen mit Mädchen Bronzeplastik, Ankauf durch Baugenossenschaft Dennerstraße-Selbsthilfe eG (BDS). | 2010    | Kunst@SH               | weitere Bilder |  |
| Friedrich-Ebert-Damm 145 Vor dem Eingang zum Bürogebäude (Lage)                            | Wolf E. Schultz                 | Der kleine Schnabelkeimling Bronzeplastik, Ankauf durch Bilfinger (?) | 1992    | Kunst@SH               | weitere Bilder |  |
| Holzmühlenstraße 39 Links des Hauseingangs an der Fassade (Lage)                           | Pierre Schumann                 | Zwei Tauben an Hauswand Bronzeplastik, Ankauf durch SAGA | 1986    | Kulturbehörde          | weitere Bilder |  |
| Kattunbleiche 19 Staatsarchiv Hamburg, vor Eingang (Lage)                                  | Gustav Seitz                    | Große Lauschende Bronzeplastik einer lauschenden Frau, Ankauf im Programm „Kunst am Bau“, ursprünglich an der ABC-Straße aufgestellt                                                                           | 1968    | Kulturbehörde          | weitere Bilder |  |
| Klappstraße 11 Ecke Quaree (Lage)                                                          | Hans-Werner Könecke             | Gitarrenspielerin Bronzeplastik auf bearbeitetem Steinsockel. Ankauf durch Baugenossenschaft Dennerstraße-Selbsthilfe eG.                                                                                      | 2008    | Kunst@SH               | weitere Bilder |  |
| Lavendelweg 9 Kita, rechts vom Eingang (Lage)                                              | Kurt Bauer                      | Eule Bronzeplastik einer Eule, die Stele ist ebenfalls Teil der Plastik. | 1965    | Kulturbehörde          | weitere Bilder |  |
| Schloßstraße 60 Bezirksamt Wandsbek, Treppenhaus 1. OG (Lage)                              | Harald Duwe                     | Wandsbeker Schloss Ankauf im Programm „Kunst am Bau“, ursprünglich Ratskeller (jetzt Kantine) | 1954    | Kulturbehörde          | Bild gesucht Die Wikipedia wünscht sich an dieser Stelle ein Bild vom Ort mit diesen Koordinaten 53.57168 10.0708 . Motiv: Schloßstraße 60 Falls du dabei helfen möchtest, erklärt die Anleitung , wie das geht. BW       |  |
| Stephanstraße 15 Ehemals Treppenhaus des Kreuzbaus (Lage)                                  | Ulrich Beier                    | ohne Titel Zwei Reliefs, Ankauf im Programm „Kunst am Bau“ für die Volksschule Stephanstraße, später Staatliche Gewerbeschule G 6. Schulgebäude wurden abgerissen.                                             | 1962    | Kulturbehörde          | Bild gesucht Die Wikipedia wünscht sich an dieser Stelle ein Bild vom Ort mit diesen Koordinaten 53.58344 10.08854 . Motiv: Stephanstraße 15 Falls du dabei helfen möchtest, erklärt die Anleitung , wie das geht. BW     |  |
| Stephanstraße 91e Jugend- und Stadtteilzentrum Stephanstraße (JUST) des ASB (Lage)         | Pajo Duginvic                   | JUST–Logo Glasmosaik am Eingang zum JUST mit dem Logo der Einrichtung, Ankauf durch SAGA | ?       | Kulturbehörde          | weitere Bilder |  |
| Stephanstraße 103 Schule an der Gartenstadt, Eingangshof (Lage)                            | Dorothea Buck                   | Mutter und Kind Bronzeplastik, Ankauf im Programm „Kunst am Bau“ | 1964    | Kulturbehörde          | weitere Bilder |  |
| Tilsiter Straße 67 / 69 Grünfläche zwischen den Wohnblöcken (Lage)                         | Jörn Pfab                       | Idol Abstrakte Edelstahlskulptur, Ankauf durch SAGA | 1973    | Kulturbehörde          | weitere Bilder |  |
| Walddörferstraße 91 Ehemals innere Wandfläche der Pausenhalle (Lage)                       | Ivo Hauptmann                   | Orpheus Ankauf der Wandgestaltung im Programm „Kunst am Bau“ für die Volksschule Walddörfer Straße, später Schule am Eichtalpark. Der Schulstandort wurde aufgegeben, Verbleib zu klären.                      | 1960    | Kulturbehörde          | Bild gesucht Die Wikipedia wünscht sich an dieser Stelle ein Bild vom Ort mit diesen Koordinaten 53.57929 10.0775 . Motiv: Walddörferstraße 91 Falls du dabei helfen möchtest, erklärt die Anleitung , wie das geht. BW   |  |
| Walddörferstraße 91 Ehemals nördliche Wand des Fachklassengebäudes (Lage)                  | Franz Reckert                   | ohne Titel Ankauf der Wandgestaltung im Programm „Kunst am Bau“ für die Volksschule Walddörfer Straße, später Schule am Eichtalpark. Der Schulstandort wurde aufgegeben, Verbleib zu klären.                   | 1964    | Kulturbehörde          | Bild gesucht Die Wikipedia wünscht sich an dieser Stelle ein Bild vom Ort mit diesen Koordinaten 53.57929 10.0775 . Motiv: Walddörferstraße 91 Falls du dabei helfen möchtest, erklärt die Anleitung , wie das geht. BW   |  |
| Walddörferstraße 243 Schule am Eichtalpark, Kreuzbau (Lage)                                | Gerhard Brandes                 | Fischschwarm Ankauf im Programm „Kunst am Bau“ | 1961    | Kulturbehörde          | Bild gesucht Die Wikipedia wünscht sich an dieser Stelle ein Bild vom Ort mit diesen Koordinaten 53.58117 10.09629 . Motiv: Walddörferstraße 243 Falls du dabei helfen möchtest, erklärt die Anleitung , wie das geht. BW |  |
| Wandsbeker Marktplatz Zugang zu U-Bahnhof Wandsbek Markt, Schalterhalle Ost (Lage)         | Johannes Ufer                   | Wandbilder Vier Mosaik-Keramikwandbilder mit abstrakter Farbkomposition, Ankauf im Rahmen von „Kunst am Bau“                                                                                                   | 1962    | Kulturbehörde          | weitere Bilder |  |
| Wandsbeker Marktplatz (Lage)                                                               | Bernd Stöcker                   | Der Freudensprung Matthias-Claudius-Denkmal, Geschenk der Claudius-Gesellschaft an Bezirk, bürgerliche Denkmalkultur                                                                                           | 2001    | Kulturbehörde          | weitere Bilder |  |
| Wandsbeker Marktplatz (Lage)                                                               | Bernd Stöcker                   | Zeitungslesende am Strand Bronzeplastik, Dauerleihgabe der PSD-Bank an Bezirk | 1992    | Kulturbehörde          | weitere Bilder |  |
| Wandsbeker Marktstraße Ecke Wandsbeker Allee, bei der Christuskirche (Lage)                | Waldemar Otto                   | Denkmal für Matthias Claudius Große Bronzetafel mit Matthias Claudius und den sieben Strophen von Der Mond ist aufgegangen                                                                                     | 2015    | Kunst@SH               | weitere Bilder |  |
| Witthöfftstraße 8 Matthias-Claudius-Gymnasium, Außenwand (Lage)                            | Kurt Bauer                      | Fliegende Schwäne Ankauf im Programm „Kunst am Bau“, seit längerem nicht mehr am Ort vorhanden (nach Teilabriss)                                                                                               | 1950    | Kulturbehörde          | weitere Bilder |  |